# Gabrius toxotes
Gabrius toxotes är en skalbaggsart som beskrevs av Joy 1913. Gabrius toxotes ingår i släktet Gabrius, och familjen kortvingar. Arten är reproducerande i Sverige.